# Madonna della Clemenza
La Madonna della Clemenza è un dipinto anonimo realizzato nel VII secolo-VIII secolo, eseguito con la tecnica dell'encausto su tavola e conservato nella Basilica di Santa Maria in Trastevere a Roma. 

## Storia
È un'icona della Madonna col Bambino. Le origini del dipinto sono dibattute tra gli studiosi, ma si ritiene che sia stato prodotto a Roma, forse su commissione del papa di etnia greca Giovanni VII (705-707), uno dei papi bizantini, il che aiuterebbe a spiegare gli elementi greci particolarmente forti. La Madonna della Clemenza è una delle cinque più antiche icone mariane esistenti del periodo medievale. La sua vicinanza all'ascesa del cristianesimo è uno dei motivi per cui si credeva che fosse un'immagine divina. Le sue dimensioni sono 164 x 116 cm (64,5 pollici per 45,5 pollici).
Mentre la maggior parte degli studiosi ritiene che il dipinto sia sempre stato destinato a Santa Maria in Trastevere, dove sembra essere documentato durante il regno di papa Gregorio IV (828-844), altri suggeriscono che questa non fosse la sua dimora originaria. Potrebbe invece essere stato commissionato per un nuovo palazzo che Giovanni VII iniziò nel quartiere greco intorno alla chiesa di Santa Maria Antiqua, che non fu mai terminato nel suo breve regno.
Nell'opera è presente uno dei primi ritratti di donatori conosciuti. Sebbene il dipinto sia molto consumato, inginocchiato ai piedi della Vergine Madre è un'immagine di quello che si crede essere papa Giovanni VII. Nel 1593, durante la Controriforma, l'icona fu riformulata e collocata sulla centrale Capella Altemps all'interno della Basilica di Santa Maria di Trastevere come mezzo per mostrare la potenza di questa immagine di culto mariano. L'idea alla base della re-inquadratura era che se si inquadrasse un'icona, si sarebbe trasformata da oggetto divino in un'opera d'arte, rimuovendo così lo stigma di essere considerato un falso idolo. 
Nel 1988 si tenne una mostra in Basilica di Santa Maria Maggiore a Roma. Erano rappresentate tutte e cinque le più antiche icone mariane, tuttavia la rappresentazione della Madonna della Clemenza era solo una copia fotografica a causa del delicato stato del dipinto originale.

## Descrizione
Nel dipinto, Maria è raffigurata nell'iconografia "Maria Regina" o Regina Caeli (quasi unica a Roma nella tarda antichità), indossando costumi specifici per le imperatrici bizantine. In questa e in molte altre delle prime icone, Maria è formulata nello stile Maestà, molto popolare per l'iconografia mariana in cui ella è raffigurata come la Regina del Cielo, in abito regale seduta su un trono e adornata di una corona ricoperta di perle. Il Bambino Gesù è vestito con abiti viola simili a quelli di Maria, ma a quanto pare i suoi erano originariamente dipinti con oro, mentre quelli della Vergine non lo erano. Sia Maria che il Bambino hanno aureole dorate. Maria è seduta e tiene in un braccio il Bambino Gesù e nell'altro una croce. Questa posa è insolita poiché Maria di solito tiene Cristo in modo più sicuro. Qui il Bambino siede eretto in grembo, con la mano di lei probabilmente solo sulla sua coscia.

### Video
- Tv2000it, La Madonna della Clemenza nel cuore di Trastevere, su YouTube, 22 novembre 2018. URL consultato il 4 luglio 2021.